# یائسگی
یائسگی، پساقاعدگی یا منوپوز (به انگلیسی: Menopause) یکی از دوره‌های طبیعی زندگی زنان است که به دلیل اتمام تخمک زن، دیگر تخمک‌گذاری انجام نخواهد شد و در نتیجه قاعدگی برای همیشه متوقف می‌گردد و از آن پس زنان دیگر توانایی بچه‌دار شدن نخواهند داشت. یائسگی به لحاظ علمی معمولاً در حدود سن ۴۹ تا ۵۲ سالگی آغاز می‌شود هر چند در فقه اسلامی ۴۸ سال و ۱۷۹ روز خورشیدی انگاشته شده است. با این همه یائسگی می‌تواند در هر سنی رخ دهد؛ در این زمان تخمدان‌ها به میزان کمتری هورمون‌های زنانه، به‌ویژه استروژن ترشح می‌کنند و نشانه‌های یائسگی پدیدار می‌شوند. درآغاز، عادت ماهانه نامرتب شده و سپس به‌طور کامل قطع می‌شود. زنانی که به مدت یک سال عادت ماهانه نداشته باشند یائسه محسوب می‌شوند. [نیازمند منبع] تغییرات هورمونی در یائسگی ابتدا با افزایش هورمون تحریک‌کننده فولیکول (FSH) همراه است که در سال‌های بعد منجر به افزایش هورمون لوتئینه کننده (LH) می‌شود. مطالعات نشان می‌دهد افزایش FSH در طی یائسگی منجر به کاهش تولید inhibin B (گلیکوپروتئین دایمری که FSH را مهار می‌کند) می‌شود. بنابراین افزایش FSH به عنوان شاخص اولیه یائسگی (پیری باروری) شناخته می‌شود. علاوه بر تغییرات در سطوح FSH و LH، میزان استروژن تولید شده در دوران یائسگی کاهش چشمگیری دارد. یائسگی با تغییرات جسمی و روحی همراه است. برخی از علائمی که با یائسگی به وجود می‌آیند مانند گرگرفتگی، تپش قلب، تعریق، اضطراب و بی‌خوابی در آغاز یائسگی شدت بیشتری داشته، ولی با گذشت زمان بهبود می‌یابد. بعد از یائسگی خطر ابتلا به مشکلاتی از قبیل پوکی استخوان، بیماری‌های قلبی و عروقی، بی‌اختیاری ادرار، تقلیل ترشحات زنانه و افسردگی افزایش می‌یابد.
برداشت تخمدان‌ها با عمل جراحی منجر به ایجاد یائسگی زودهنگام می‌شود.

## فرایند
یائسگی طبیعی فرایندی تدریجی و شامل چهار مرحله زیر می‌باشد:
1. پیش از یائسگی: علائم جسمی یائسگی سال‌ها پیش از واپسین دوره قاعدگی آغاز می‌شود. دوره پیش از یائسگی مربوط به زنی است که قابلیت باروری، از نخستین تا واپسین دوره قاعدگی دارد.
2. نزدیک یائسگی یا انتقال یائسگی: این دوره اشاره به سال‌های چسبیده به یائسگی دارد که متوسط مدت زمان این دوره تقریباً چهار سال است. در طی این مدت، تخمدان‌ها به تدریج آزادسازی تخمک و تولید استروژن و هورمون‌های دیگر (پروژسترون، آندروژن، تستوسترون) را متوقف می‌کنند. در سال‌های پیش از قاعدگی آخر، نوسانات هورمونی و بی‌نظمی در قاعدگی اتفاق می‌افتد. در بعضی موارد، میزان استروژن ممکن است بالاتر باشد، که ممکن است علائم مشابه سندرم پیش از قاعدگی (PMS) را ایجاد کند. در پیش و پس از آخرین قاعدگی زمانی که سطح استروژن کاهش می‌یابد، ممکن است نشانه‌هایی از قبیل گرگرفتگی، خشکی واژن و نوسانات خلقی مشاهده شود. اگرچه این دوره متمرکز بر تغییرات عملکردی در سیستم تولید مثلی می‌باشد ولی با این حال، علائم این دوره به‌طور عمده، عصبی هستند.
3. یائسگی: یائسگی به یک رویداد خاص یعنی زمان آخرین قاعدگی فرد، اشاره می‌کند. یائسگی را زمانی که قاعدگی به مدت ۱۲ ماه متوالی در صورتی که در غیاب علل دیگر اتفاق نیفتد می‌توان تأیید کرد.
4. یائسه شدن یا پس از یائسگی: این دوره بعد از واپسین قاعدگی شروع می‌شود و تا پایان زندگی فرد ادامه می‌یابد. اگرچه علائم یائسگی پس از یک یا دو سال به تدریج کاهش می‌یابد اما فرد یائسه در معرض خطر عوارض طولانی‌مدت یائسگی مرتبط با سطوح پایین‌تر استروژن می‌باشد. از جمله این عوارض بالقوه در زنان بعد از یائسگی، پوکی استخوان و بیماری‌های قلبی و عروقی می‌باشد.

تعریف بالینی دوره نزدیک یائسگی متمرکز بر تغییرات عملکردی در سیستم تولید مثلی می‌باشد ولی با این حال، علائم این دوره عمدتاً عصبی هستند. شرایط چندگانه‌ای که در طول دوره نزدیک یائسگی ظاهر می‌شوند مانند بی‌خوابی، افسردگی، شکایت‌های ذهنی و کاهش شناختی با افزایش خطر بیماری‌های عصبی، به‌ویژه بیماری آلزایمر همراه است. بیماری‌های چند گانه تحلیل برنده عصبی، از جمله بیماری آلزایمر و مالتیپلکس اسکلروزیس (MS)، در زنان یائسه نسبت به زنان در پیش از یائسگی شایع‌تر می‌باشد. اکثر زنان از دوره نزدیک یائسگی بدون اثرات نامطلوب درازمدت عبور می‌کنند؛ با این حال، بخش اعتناپذیری از زنان از این گذار با افزایش خطر ابتلا به بیماری‌های عصبی روبه‌رو می‌شوند. دوره نزدیک یائسگی با تغییرات شدید در علائم عصبی شناخته شده است که این امر با کاهش متابولیسم گلوکز در مغز همراه می‌باشد.
کاهش استروژن در یائسگی و به تبع آن افزایش استرس اکسیداتیو در بدن از جمله مغز، خطر ابتلا به بیماری‌های اختلال عصبی گوناگون از جمله بیماری آلزایمر را در زنان یائسه افزایش می‌دهد.

## نشانه‌ها
زنان در یائسگی اضافه وزن پیدا می‌کنند و بدنشان گر می‌گیرد، از دیگر نشانه‌های یائسگی می‌توان موارد زیر را نام برد:

### گرگرفتگی
در ابتدای دوران یائسگی بروز گرگرفتگی بسیار متداول است. در این هنگام با افزایش میزان جریان خون در مناطقی از بدن مانند سر و گردن حالت گرگرفتگی ایجاد می‌شود که حدود ۳۰ ثانیه تا ۵ دقیقه ادامه خواهد یافت. استرس و فشارهای روحی می‌توانند سبب تشدید این مسئله گردند. علت اصلی بروز این مشکلات، کاهش میزان هورمون زنانه (استروژن) در بدن می‌باشد. دفعات گرگرفتگی از هر زنی تا زن دیگر متفاوت است. برخی از گیاهان مانند سویا و همچنین مکمل‌های حاوی عصاره سویا دارای ترکیباتی نظیر استروژن بوده و می‌توانند از بروز چنین عوارضی بکاهند.

### اختلالات خواب و تعریق شبانه
هنگامی که گرگرفتگی و تعریق شبانه پدید می‌آید خواب شبانه مختل شده و سبب بیدار شدن فرد از خواب می‌گردد. به هم خوردن میزان طبیعی خواب باعث می‌شود فرد در طی روز بعد، احساس ضعف و خستگی نماید.

### پوکی استخوان
یکی از مهم‌ترین مشکلات دوران یائسگی پوکی استخوان است. از عوامل مهم در ایجاد پوکی استخوان، کاهش میزان هورمون استروژن بعد از یائسگی بوده که سبب کاهش جذب کلسیم می‌شود.

### مشکلات روحی
بسیاری از زنان با فرارسیدن دوران یائسگی، نگران پیری می‌شوند. استفاده از یک رژیم غذایی سالم و متعادل، پرهیز از مصرف سیگار و الکل، دوری از شرایط پراسترس، شرکت در فعالیت‌های اجتماعی، معاشرت با دوستان و مهم‌تر از همه ورزش روزانه (به‌ویژه ورزش‌هایی چون پیاده‌روی، شنا و …) به حفظ روحیه‌ای شاداب کمک می‌کند.

### روابط زناشویی
پس از یائسگی، تمایلات جنسی مقداری کاهش پیدا می‌کنند. از طرفی به دلیل کاهش ترشحات زنانه، خشکی واژن پدید می‌آید و گاهی سبب ایجاد درد و ناراحتی به هنگام نزدیکی می‌شود و این موضوع می‌تواند بر روابط زناشویی تأثیر بگذارد. درمان‌های قدیمی خشکی واژن، استفاده از درمان‌های هورمونی بود که دارای عوارض می‌باشند. امروزه جدیدترین روش درمان خشکی واژن در یائسگی، لیزر مونالیزاتاچ می‌باشد که کاملاً بدون عارضه در سه جلسه به فواصل ماهانه، خشکی واژن را درمان می‌کند. همچنین استفاده از ژل روان‌کننده برای داشتن معاشقه و ارتباط جنسی بدون درد راهکار مفیدی خواهد بود.

### بیماری‌های قلبی و عروقی
استروژن با کاهش کلسترول تام و کلسترول بد یا LDL و افزایش کلسترول خوب یا HDL در سلامت قلب نقش دارد. زمانی که سطح استروژن در طی یائسگی کاهش می‌یابد ممکن است سطح کلسترول تام بالا رفته و احتمال خطر بیماری قلبی، سکته و سایر بیماری‌های قلب و عروق افزایش یابند. برای کاهش این خطر، موارد زیر توصیه می‌شود:
خودداری از استعمال دخانیات مانند سیگار و قلیان، ورزش منظم، کاهش مصرف چربی و نمک و افزایش مصرف میوه و سبزی و غذاهای حاوی فیبر (مانند نان‌های سبوس‌دار).

### بی‌اختیاری ادرار
ممکن است با از دست رفتن کشش‌پذیری، پیشابراه و واژن فرد دچار بی‌اختیاری ادرار شود. بی‌اختیاری ادرار ممکن است همراه با نیاز به سریع‌تر رفتن به دستشویی باشد یا اینکه به هنگام سرفه، خنده یا بلند کردن اجسام ایجاد شود.

### تغییرات ظاهری
بعد از یائسگی چربی تجمع‌یافته در ران و لگن به بالاتر از کمر و شکم منتقل می‌شود، ممکن است فقدان احساس پری سینه‌ها، نازکی موها، چین و چروک پوست ایجاد شود. سطح استروژن کاهش می‌یابد ولی بدن به تولید مقادیر کم هورمون مردانه تستوسترون ادامه می‌دهد در نتیجه ممکن است موی ضخیم روی چانه، لب فوقانی، سینه و شکم رشد کند.

## یائسگی زودرس و دیررس
یائسگی زودرس زمانی رخ می‌دهد که تخمدان‌ها پیش از ۴۰ سالگی تولید هورمون‌های لازم را متوقف کرده و قاعدگی پایان می‌یابد. این وضعیت می‌تواند به‌طور طبیعی اتفاق بیفتد یا در اثر عواملی مانند جراحی برای برداشتن تخمدان‌ها یا رحم ایجاد شود. همچنین، برخی درمان‌های پزشکی مانند شیمی‌درمانی و هورمون‌درمانی برای سرطان سینه نیز ممکن است منجر به یائسگی زودرس شوند.
برخی زنان علائمی مشابه یائسگی را تجربه می‌کنند که ناشی از وضعیتی به نام نارسایی اولیه تخمدان (POI) است. در این حالت، تخمدان‌ها قبل از ۴۰ سالگی عملکرد طبیعی خود را از دست می‌دهند، اما برخلاف یائسگی زودرس، ممکن است هنوز عادت ماهانه (حتی نامنظم) داشته باشند و احتمال بارداری نیز همچنان وجود دارد.

### مهم‌ترین نشانه‌های یائسگی زودرس (۴۰ سالگی و پیش از آن)
یائسگی زودرس ممکن است به دلایل گوناگونی از جمله عوامل ژنتیکی، بیماری‌ها یا جراحی‌هایی مانند برداشتن تخمدان‌ها رخ دهد. برخی از شایع‌ترین علائم آن عبارتند از:
- گرگرفتگی شدید
- اختلالات خواب
- تغییرات خلق‌وخو (اضطراب، افسردگی یا تحریک‌پذیری)
- کاهش تراکم استخوان که می‌تواند خطر پوکی استخوان را افزایش دهد.

این علائم می‌توانند بر کیفیت زندگی تأثیر بگذارند، بنابراین مشورت با پزشک برای مدیریت آن‌ها توصیه می‌شود.

### مهم‌ترین نشانه‌های یائسگی دیررس (۵۵ سالگی و بالاتر)
یائسگی دیررس، اگرچه کمتر شایع است، اما ممکن است در برخی زنان رخ دهد. علائم آن مشابه یائسگی طبیعی است و شامل موارد زیر می‌شود:
- گرگرفتگی و تعریق شبانه
- تغییرات خلق‌وخو مانند اضطراب یا افسردگی
- خشکی واژن و کاهش میل جنسی
- تغییرات تدریجی در الگوی قاعدگی که ممکن است تا مدت بیشتری ادامه یابد. داروخانه حاتم

## مدیریت دوران یائسگی
از جمله روش‌های درمانی شناخته شده برای رفع علائم یائسگی و نقص‌های هورمونی آن (که منجر به انواع بیماری‌ها می‌شود) ورزش، تغدیه مناسب، هورمون‌درمانی و استفاده از انواع آنتی‌اکسیدان‌های طبیعی و سنتزی مانند ویتامین‌های C و E، فیتواستروژن‌ها و غیره می‌باشد. در روش هورمون‌درمانی، هورمون‌های طبیعی که در زمان پیش از یائسگی ترشح می‌شوند به صورت خوراکی یا غیر خوراکی به بدن وارد خواهد شد. این روش می‌تواند بسیاری از عوارض یائسگی را از بین ببرد اما در افرادی که مبتلا به میگرن هستند یا پیش از یائسگی تجربه سردردهای میگرنی را داشته‌اند ممکن است هورمون‌درمانی موجب بازگشت سردردها یا افزایش سردردهای میگرنی شود. هدف از هورمون‌درمانی، افزایش مکانیسم‌های دفاعی آنتی‌اکسیدانی و کاهش سطح استرس اکسیداتیو در زنان یائسه می‌باشد. پژوهش‌ها نشان می‌دهد هورمون‌درمانی بسیاری از علائم و بیماری‌های مرتبط به یائسگی را در صورت استفاده در زمان مناسب بهبود می‌بخشد؛ به‌خصوص در مورد بهبود یادگیری در صورت استفاده در اوایل دوره انتقال یائسگی مفید است و اگر دیرتر استفاده شود اثر خنثی یا حتی زیان‌آور خواهد داشت. هورمون‌درمانی می‌تواند اثرات جانبی از جمله افزایش ریسک انبولی عروق ریوی، سکته، سرطان‌های وابسته به استروژن تخمدان، اندومتریال و سینه را به دنبال داشته باشد. ویتامین‌ها به عنوان خنثی‌کننده رادیکال‌های آزاد عمل می‌کنند بنابراین می‌توانند استرس اکسیداتیو را برطرف کنند. مطالعات نشان می‌دهد استفاده از دوزهای بالای ویتامین‌های C و E می‌تواند اثرات مخربی بر بدن داشته باشد بنابراین باید دوز مناسبی از آنها را استفاده کرد.
استروژن اثرات عمیقی بر رشد، تمایز و عملکرد بسیاری از بافت‌های تولید مثلی دارد. آنها همچنین بافت‌های دیگر، از جمله استخوان، کبد، سیستم قلب و عروق و مغز را تحت تأثیر قرار می‌دهند. زمانی که زنان در معرض یائسگی قرار می‌گیرند، غلظت هورمون استروژن در بدن کاهش می‌یابد. محرومیت نسبی استروژن در زنان یائسه با تغییرات فیزیولوژیکی و افزایش سطح گونه‌های فعال اکسیژن و خطر چندین بیماری از جمله بیماری قلب و عروق، پوکی استخوان و فرایندهای تحلیل‌برنده در سیستم عصبی مرکزی همراه است. مطالعات نشان می‌دهد که استروژن ممکن است برای محافظت از بیماری آلزایمر و نیز پیشگیری از پوکی استخوان و بیماری‌های قلبی و عروقی به کار رود. تحقیقات نشان می‌دهد استروژن بر مورفولوژی مغز و یادگیری تأثیرگذار است. پژوهشی که در سال ۱۳۹۶ بر روی هیپوکمپ مغز موش‌هایی که در مراحل اولیه یائسگی بودند انجام شد، نشان داد که تغییرات مورفولوژیک هیپوکمپ در موش‌های یائسه همراه با آسیب‌های میتوکندری، رسوب لیپوفاسین و تجزیه میکروتوبول‌ها است. مکمل‌های استروژن تنها می‌توانند اثراتی پیشگیرانه بر روی آسیب‌های میتوکندری و جلوگیری از افزایش رسوب لیپوفاسین مربوط به ناحیه DG هیپوکمپ داشته باشند اما تأثیری بر روی آسیب‌های میکروتوبولی وتغییرات سیناپسی ندارند.
برای پیشگیری از آسیب‌ها انجام آزمایش‌های دوره‌ای شامل سونوگرافی، ماموگرافی و … تحت نظر پزشک، اصلاح شیوهٔ زندگی، ورزش، کنترل وزن، شرکت در فعالیت‌های اجتماعی، اجتناب از انزوا، رعایت توصیه‌های تغذیه‌ای و داشتن رژیم غذایی مناسب، واجد اهمیت است؛ که در این میان مسئله تغذیه از اهمیتی ویژه برخوردار می‌باشد.
توصیه‌های تغذیه‌ای:
1. ترکیبات موجود در سویا و مکمل‌های آن مشابه هورمون استروژن عمل کرده و می‌توانند به کاهش عوارض یائسگی خصوصاً پوکی استخوان و بیماری‌های قلبی کمک کنند. بر خلاف داروهای هورمونی چنانچه سویا و مکمل‌های آن به درستی مصرف شوند، خطرات هورمون درمانی را به همراه نخواهند داشت. سویا دارای مواد مغذی با ارزشی مانند پروتئین است. هنگامی که سویا به همراه برنج مصرف می‌شود، پروتئین آن با پروتئین فراورده‌های حیوانی برابری می‌کند. [نیازمند منبع]
2. به دلیل افزایش نیاز به کلسیم در این دوران مصرف کافی شیر و لبنیات در رژیم غذایی روزانه توصیه می‌شود.[۲]
3. ویتامین دی برای جذب کلسیم ضروری است. این ویتامین از طریق منابع غذایی و هم از طریق تابش نور خورشید به پوست ساخته می‌شود. چنانچه فردی روزانه حدود ۲۰ دقیقه در معرض تابش نور مستقیم خورشید قرار بگیرد، برای تولید ویتامین بسنده است.
4. ورزش منظم یکی از عوامل مهم برای افزایش جذب کلسیم و افزایش تراکم استخوان‌ها است.
5. نوشابه‌های گازدار (حتی گونه‌های رژیمی) از جذب کلسیم غذا جلوگیری می‌کنند. پس بهتر است تا حد امکان از نوشابه‌های گازدار محدود شوند.
6. استعمال دخانیات و مصرف الکل برای همه افراد، در هر سنی و هر شرایطی ضرر دارد. از جمله عوارض استفاده از این مواد، تشدید پوکی استخوان است؛ بنابراین بایستی از مصرف آن‌ها خودداری گردد.
7. غذاهای دریایی سرشار از اسیدهای چرب امگا ۳ هستند که می‌توانند به سلامتی قلب و عروق کمک کنند. مصرف ماهی حداقل ۲ بار در هفته می‌تواند بسیار سودمند باشد.[نیازمند منبع]
8. درمان خوراکی: شبدر قرمز، یونجه، ریشهٔ شیرین بیان، رازیانه، رازک و سویا.[نیازمند منبع]

## یائسگی در اسلام
در قرآن هر چند در یکی از آیات حجاب (آیه ۶۰ سوره نور) مطابق نظر مشهور فقهی به یائسگی اشاره شده اما سنّی برای آن تعیین نشده است. با این حال در فقه اسلامی سن یائسگی، پنجاه سال تمام قمری (برابر با ۴۸ سال و ۱۷۹ روز خورشیدی) است البته کثیری از فقها سن یائسگی را برای زنانِ سیّده، استثنائاً شصت سال قمری (برابر با ۵۸ سال و ۷۸ روز خورشیدی) می‌دانند. بنا بر نظر مشهور فقها، زنان یائسه به شرط عدم تبرج، معاف از رعایت حجاب هستند. برخی فقدان نسبی رغبت مردان به آمیزش جنسی با زن یائسه را نیز بایسته می‌دانند. مکارم شیرازی در فتوای خود می‌نویسد:
حکم رعایت حجاب برای زنان یائسه
- پرسش: حجاب برای زنانی که به سن یائسگی رسیده‌اند، چه حکمی دارد؟
  - پاسخ: اولاً حجاب در مورد زنان یائسه‌ای که رغبتی برای ازدواج با آنها نیست واجب نمی‌باشد و رجحان دارد، البته اگر ترک حجاب منشأ مفاسدی گردد لازم است حجاب را رعایت کنند. ثانیاً مختص موها نیست یعنی می‌توانند مقداری از سر و گردن و مقداری از دست‌ها را نپوشانند. ثالثاً این حکم شامل همهٔ زنان شوهردار و غیرشوهردار [را] که در این سنّ می‌باشند، شامل می‌شود. رابعاً این مسئله را به صورت عمومی و برای مردم اعلام نمی‌کنیم.

زنان حتی اگر پس از این سن فقهی، عادت ماهانه شوند ملزم به انجام دادن تکالیف دینی همچون نماز در پریود می‌باشند.